# Polk County (Nebraska)
Polk County is een county in de Amerikaanse staat Nebraska.
De county heeft een landoppervlakte van 1.137 km² en telt 5.639 inwoners (volkstelling 2000). De hoofdplaats is Osceola.

## Bevolkingsontwikkeling

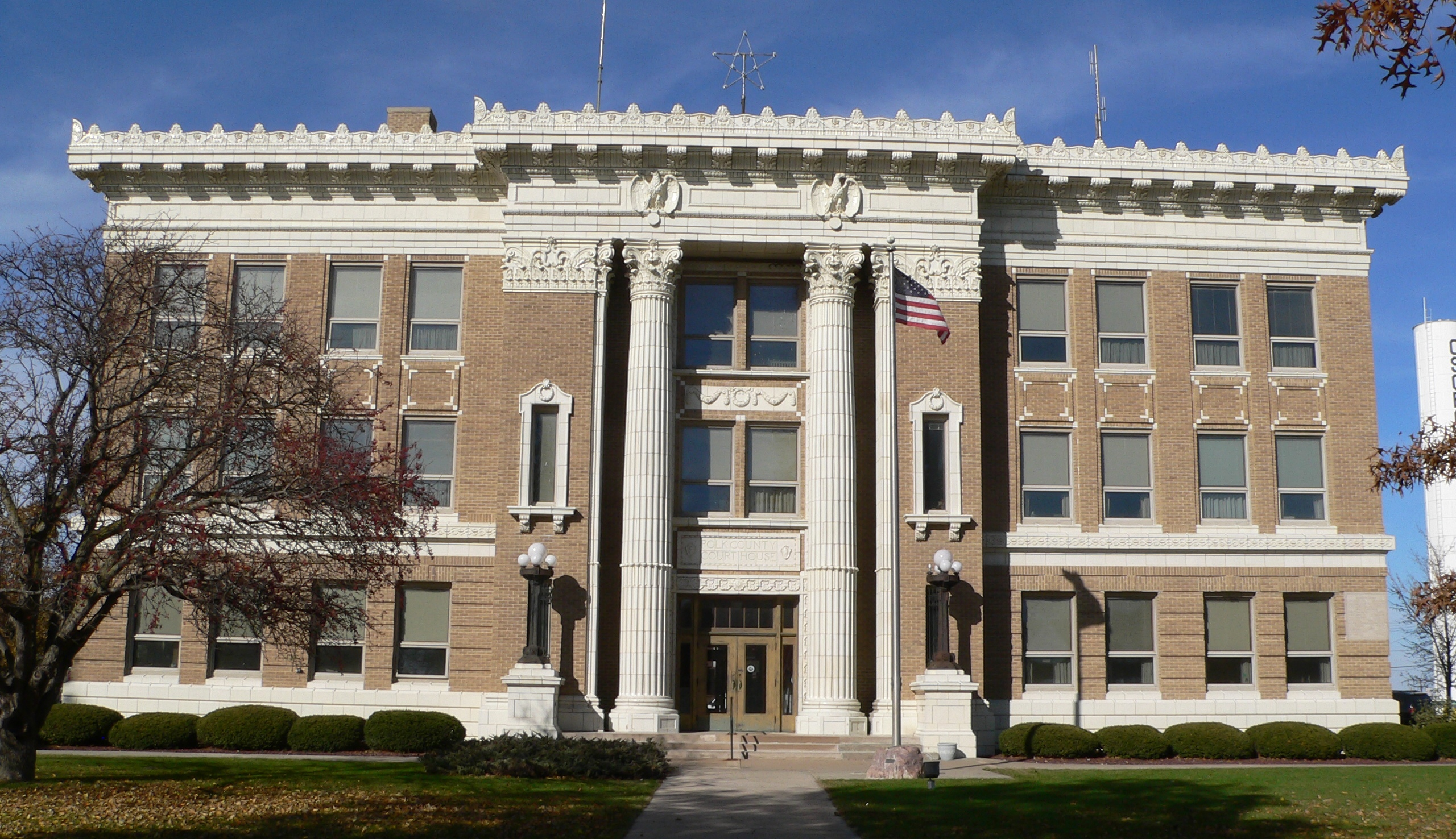
Polk County Courthouse